# Звезда (футбольный клуб, Выборг)
«Звезда» — советский футбольный клуб из Выборга. Основан не позднее 1947 года.

## История
В 1947 году команда впервые приняла участие в Кубке РСФСР среди коллективов физкультуры, выступая под названием «Динамо» (Выборг), по другим сведениям как «Динамо» (Ленинградская область).
С 1948 года клуб сменил ведомственную принадлежность и стал представлять Советскую Армию. В 1948—1953 годах играл под названием «Дом офицеров» (ДО), представлял Дом офицеров им. Кирова Ленинградского военного округа. В этот период неоднократно становился чемпионом (1948 — как команда г. Выборга, в 1950 и 1952 — как ДО-2) и обладателем Кубка Ленинградской области (1948 — как команда г. Выборга, в 1949 — как ДО, в 1950 и 1951 — как ДО-2), в 1952 году стал финалистом Кубка, уступив команде Кронштадта. В первенстве страны ДО выигрывал турнир северной зоны чемпионата РСФСР среди КФК (1951 и 1952), в 1952 году стал бронзовым призёром чемпионата РСФСР среди КФК. В 1953 году, вместе с другими армейскими командами СССР, был расформирован.
Спустя несколько лет клуб возрождён под прежним названием, позднее — под названием «Звезда». В 1959 году в очередной раз выиграл чемпионат области. В 1968 и 1969 годах выступал в соревнованиях команд мастеров в классе «Б». В 1968 году «Звезда» заняла 2 место среди 14 команд в зональном турнире и вышла в полуфинал класса «Б» среди команд РСФСР, но не смогла пробиться дальше. Трижды подряд, в 1968—1970 годах, выигрывала Кубок Ленинградской области, также в 1969 году стала обладателем Кубка Севера, а в 1968 и 1970 — его финалистом. В 1970 году стала обладателем серебряных медалей чемпионата области, а в 1971 и 1972 — его победителем.
В дальнейшем «Звезда» продолжала выступать в чемпионате Ленинградской области, но без особого успеха, позднее прекратила существование.
Принципиальным соперником армейского клуба была гражданская команда из Выборга («Парус»/«Энергия»/«Авангард»), которая неоднократно становилась чемпионом и обладателем Кубка области, но никогда не выступала на уровне команд мастеров.

## Достижения
- Во второй лиге — 2 место в 8 зоне РСФСР; 3 место в полуфинальной группе (1968).
- Бронзовый призёр чемпионата РСФСР среди КФК: 1952
- Чемпион Ленинградской области: 1948, 1950, 1952, 1959, 1971, 1972
- Обладатель Кубка Ленинградской области: 1948, 1949, 1950, 1951, 1968, 1969, 1970

## Известные тренеры
- Гостев, Георгий Фёдорович (1950—1952)